# Generalmagister des Mercedarierordens
Der Generalmagister (Maestro Generale) des Ordens Unserer Lieben Frau von der Barmherzigkeit vom Loskauf der Gefangenen (lateinisch Ordo Beatae Mariae de Mercede redemptionis captivorum), heute meist Mercedarierorden genannt, ist dessen oberste Gewalt und wird seit 1574 auf eine Amtszeit von sechs Jahren gewählt. In anderen Orden wird diese Position Ordensmeister genannt. Erster Generalmagister nach Gründung dieser katholischen Ordensgemeinschaft im Jahre 1218 war der später heiliggesprochene Petrus Nolascus. Der Orden wird seit 2022 durch den 90. Generalmagister Leoncio Osvaldo Vivar Martínez. geführt. Der Ordenssitz befindet sich in der Via Monte Carmelo in Rom.

## Verzeichnis der Generalmagister

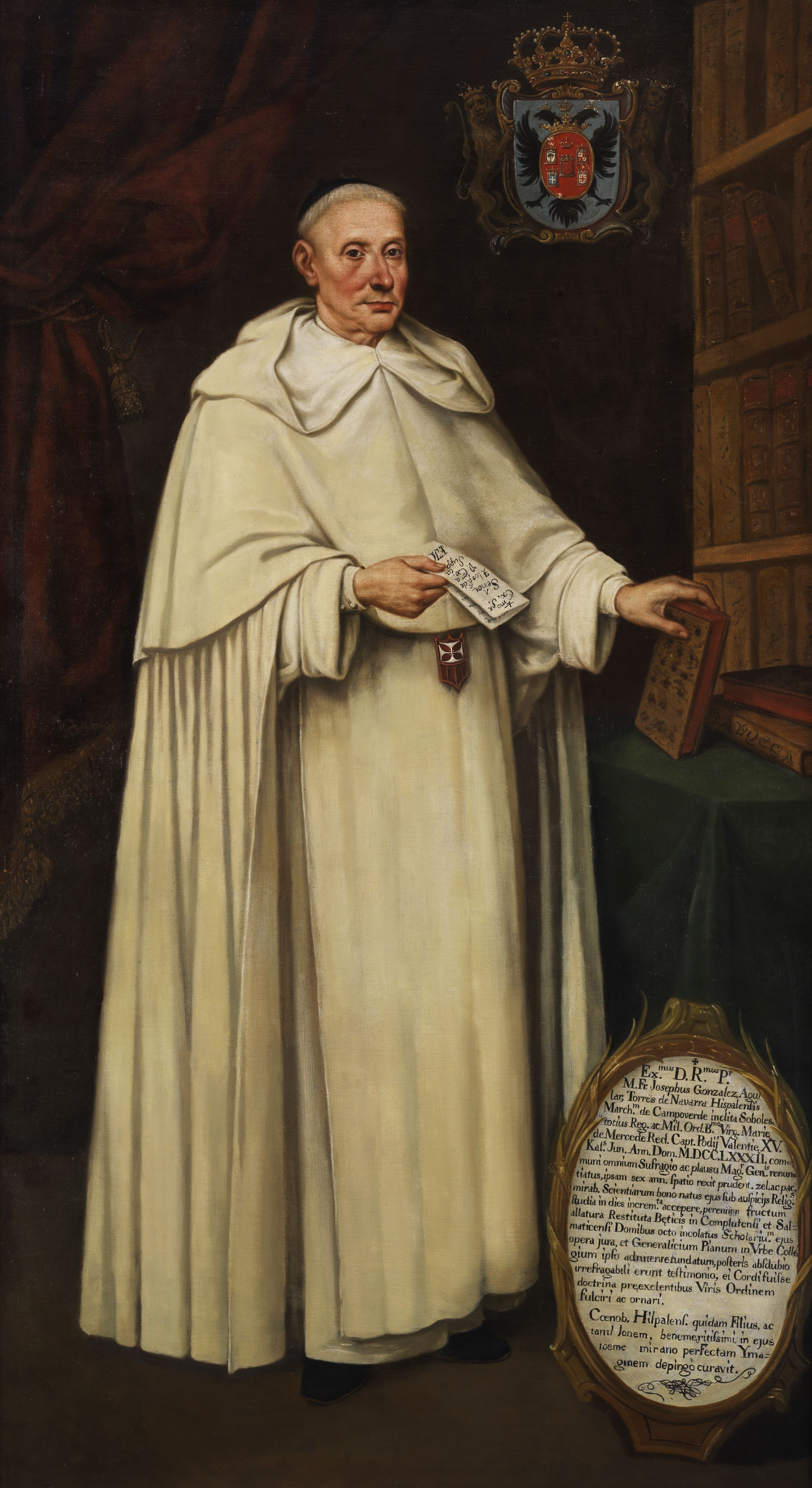
Porträt des José Gonzalez, 1782

Bis 1574 wurden die Generalmagister auf Lebenszeit gewählt, seit 1574 auf eine Amtszeit von sechs Jahren.
| Zählung | Name                              | Amtszeit  |
| ------- | --------------------------------- | --------- |
| 1       | Petrus Nolascus                   | 1218–1245 |
| 2       | Guillermno De Bas                 | 1245–1260 |
| 3       | Bernardo de San Roman             | 1260–1267 |
| 4       | Guillermo De Bas II.              | 1267–1270 |
| 5       | Pedro De Amer                     | 1271–1301 |
| 6       | Arnaldo De Amer                   | 1301–1308 |
| 7       | Arnaldo Rosinol                   | 1308–1317 |
| 8       | Raimundo Albert                   | 1317–1330 |
| 9       | Berenguer Cantull                 | 1331–1343 |
| 10      | Vicente Riera                     | 1344–1345 |
| 11      | Dominique Serra                   | 1345–1348 |
| 12      | Poncio De Barellis                | 1348–1364 |
| 13      | Nicolas Perez                     | 1365–1401 |
| 14      | Jaime Taust                       | 1401–1405 |
| 15      | Antonio Caxal                     | 1405–1417 |
| 16      | Bernardo De Plano                 | 1417–1419 |
| 17      | Jaime Aymerich                    | 1419–1428 |
| 18      | Antonio Dullan                    | 1429–1441 |
| 19      | Nadal Gaver                       | 1441–1474 |
| 20      | Pedro De Huete                    | 1441–1452 |
| 21      | Lorenzo Company                   | 1474–1479 |
| 22      | Antonio Morell                    | 1480–1492 |
| 23      | Juan De Urgel                     | 1492–1513 |
| 24      | Jaime Llorens De La Mata          | 1513–1522 |
| 25      | Benito Safont                     | 1522–1535 |
| 26      | Pedro Sorell                      | 1535–1546 |
| 27      | Miguel Puig                       | 1546–1567 |
| 28      | Matias Papiol                     | 1568–1568 |
|         | Bernardo Duran (Generalvikar)     | 1568–1574 |
| 29      | Francisco De Torres               | 1574–1575 |
| 30      | Francisco Maldonado               | 1576–1582 |
| 31      | Francisco Salazar                 | 1587–1593 |
| 32      | Francisco Zumel                   | 1593–1599 |
| 33      | Pedro Balaguer                    | 1599–1599 |
| 34      | Francisco Medina                  | 1600–1600 |
|         | Luis De Heredia (Generalvikar)    | 1600–1602 |
| 35      | Alonso Monroy                     | 1602–1609 |
| 36      | Felipe Guimeran                   | 1609–1615 |
| 37      | Francisco Ribera                  | 1615–1618 |
| 38      | Ambrogio Machin                   | 1618–1621 |
| 39      | Gaspar Prieto                     | 1622–1627 |
| 40      | Juan Cebrian                      | 1627–1632 |
|         | Francisco Llac (Generalvikar)     | 1632–1632 |
| 41      | Diego Serrano                     | 1632–1635 |
| 42      | Dalmacio Sierra                   | 1636–1642 |
| 43      | Marcos Salmeron                   | 1642–1648 |
| 44      | Antonio Garuz                     | 1648–1651 |
| 45      | Alonso Sotomayor                  | 1652–1657 |
| 46      | Martin Allué                      | 1658–1658 |
| 47      | Juan Asensio                      | 1658–1664 |
| 48      | José Sanchis                      | 1664–1670 |
| 49      | Pedro De Salazar                  | 1670–1676 |
| 50      | Sebastian De Velasco              | 1676–1682 |
| 51      | Francisco A. De Issasi            | 1682–1685 |
| 52      | José Linas                        | 1686–1692 |
| 53      | Juan A. De Velasco                | 1692–1697 |
| 54      | Juan Navarro                      | 1698–1704 |
| 55      | José Montes de Porres             | 1704–1712 |
| 56      | Pantaleon Garcia Troncon          | 1712–1718 |
| 57      | José Pereto                       | 1718–1723 |
| 58      | Gabriel Barbastro                 | 1723–1728 |
|         | José Ribera (Generalvikar)        | 1728–1729 |
| 59      | José Campusano                    | 1729–1731 |
| 60      | Francisco S. Gilaberte            | 1732–1738 |
| 61      | José Mezquia                      | 1738–1744 |
| 62      | Miguel Leranoz                    | 1744–1746 |
|         | José Vila (Generalvikar)          | 1746–1747 |
| 63      | Diego Chamochin De Ribera         | 1747–1753 |
| 64      | Juan Cavallero                    | 1753–1759 |
| 65      | Cristobal M. Jimenez              | 1759–1764 |
| 66      | Basilio Gil de Bernabé            | 1764–1770 |
| 67      | Antonio M. De Hartalejo           | 1770–1776 |
| 68      | Martin De Torres                  | 1776–1782 |
| 69      | José Gonzalez                     | 1782–1788 |
| 70      | Pedro Nolasco Mora                | 1788–1794 |
| 71      | Diego Lopez Dominguez             | 1794–1801 |
| 72      | Domingo Fabregat                  | 1801–1812 |
|         | Gabriel Miró (Generalvikar)       | 1812–1817 |
| 73      | José Garcia Palomo                | 1817–1824 |
| 74      | Gabriel Miró                      | 1824–1826 |
|         | Raimundo Mallasies (Generalvikar) | 1826–1827 |
| 75      | Juan J. Tejada                    | 1827–1832 |
|         | Agustin Serres (Generalvikar)     | 1832–1833 |
| 76      | Juan B. Granell                   | 1833–1834 |
|         | Tomas Miquel (Generalvikar)       | 1834–1868 |
|         | Buenaventura Cano (Generalvikar)  | 1835–1838 |
|         | José Reig (Generalvikar)          | 1868–1869 |
|         | José M. Rodriguez (Generalvikar)  | 1869–1879 |
|         | Magin Bertran (Generalvikar)      | 1879–1880 |
| 77      | Pedro Armengol Valenzuela         | 1880–1911 |
| 78      | Mariano Alcalá                    | 1911–1914 |
| 79      | Innocencio Lopez                  | 1914–1925 |
| 80      | Juan Del Carmelo Garrido          | 1925–1937 |
| 81      | Alfredo Scotti                    | 1937–1956 |
| 82      | Sante Gattuso                     | 1956–1962 |
| 83      | Bernardo Navarro                  | 1962–1974 |
| 84      | Domingo Acquaro                   | 1974–1986 |
| 85      | Emilio Aguirre                    | 1986–1998 |
| 86      | Mariano Labarca Araja             | 1998–2004 |
| 87      | Giovannino Tolu                   | 2004–2010 |
| 88      | Bernardo Ordoñe Borges            | 2010–2016 |
| 89      | Juan Carlos Saavedra Lucho        | 2016–2022 |
| 90      | Leoncio Osvaldo Vivar Martínez    | seit 2022 |